# Gustaaf Valère Marie Hubert Regout
Gustaaf Valère Marie Hubert Regout, (Heer (Maastricht), 23 juni 1891 - Soest, 28 mei 1966) was een Nederlands kunstschilder, tekenaar, etser en beeldhouwer.

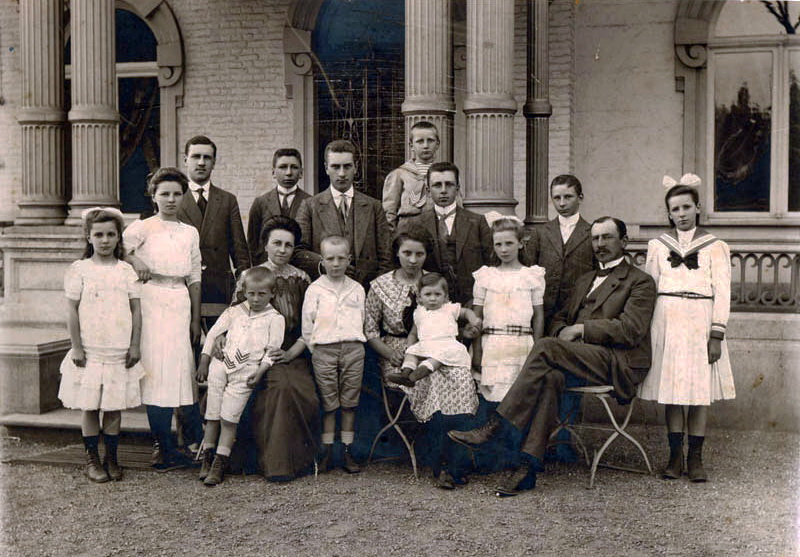
Familiefoto uit 1915 bij kasteel Bethlehem. Gustaaf in het midden

Gustaaf was een telg uit het Maastrichtse geslacht van ondernemers en poltici Regout. Hij was de oudste zoon van Gustave Joseph Hubert Marie Eugène Regout (1869-1920) en Bertha Mélanie Josephine (Mélanie) Stevens (1870-1959). Zijn vader was een van de bestuurders van de N.V. Kristal‑, Glas- en Aardewerkfabrieken De Sphinx v/h Petrus Regout & Co.. Zijn moeder was een nazaat van de wapenfabrikant Peter Stevens. Gustaaf had veertien broers en zussen en groeide op in Limmel, waar het familiekasteel Bethlehem stond.
Na zijn opleiding aan de Académie Julian in Parijs kreeg hij les van André Lhote. In 1939 verhuisde hij naar Soest. Hij schilderde vooral landschappen, figuurvoorstellingen, portretten en stillevens. Hij was lid van de Limburgse Kunstkring.
Gustaaf Regout trouwde in 1937 in Berlijn met Charlotte Elisabeth Hildegard Siebert (1904-1983). Het echtpaar kreeg drie kinderen: Antoon Gustave Marie (1939-2009), Gisela Maria Louise (1940-2009) en Marianne Julie (1943-2019).
- Biografisch Portaal: 37707501
- RKD-Nederlands Instituut voor Kunstgeschiedenis: 108445